# تام میکولا
تام میکولا (آلمانی: Tom Mikulla؛ زادهٔ ۱۹ فوریه ۱۹۶۹) بازیگر اهل آلمان است. وی پس از فارغ‌التحصیلی از دبیرستان در سال ۱۹۸۷، ابتدا قصد داشت معلم ورزش شود، اما برای تحصیل در این رشته پذیرفته نشد. در سال ۱۹۹۰ او به مدرسه عالی تئاتر لایپزیگ «هانس اوتو» راه یافت، پس از آنکه پیش‌تر به مدت دو سال در تئاتر شهری دویبلن فعالیت داشت. در سال ۱۹۹۳ با استودیو کمنیتس در جشنواره مدارس بازیگری آلمانی‌زبان در وین جایزه گروهی برای بهترین کارگردانی را دریافت کرد. او در سال ۱۹۹۴ دیپلم خود را گرفت و در همان سال اولین حضورهای تلویزیونی خود را تجربه کرد (از جمله اولین نقش در سریال «و خداحافظ!»). در کنار این، او بیشتر در آثار جنایی نیز حضور داشت (از جمله در روباه پیر، گارد ساحلی، صحنه جرم).
از فیلم‌ها یا مجموعه‌های تلویزیونی که وی در آن‌ها نقش داشته‌است، می‌توان به لوته در باهاوس، هشدار برای کبرا ۱۱، هلیکوپتر امداد و روباه پیر اشاره نمود.